# Payra-sur-l’Hers
Payra-sur-l’Hers ist eine südfranzösische Gemeinde mit 208 Einwohnern (Stand 1. Januar 2022) im Département Aude in der Region Okzitanien.

## Lage
Payra-sur-l’Hers liegt im Herzen des Lauragais am Fluss Hers in einer Höhe von etwa 245 Metern ü. d. M. und etwa 52 Kilometer (Fahrtstrecke) westlich von Carcassonne bzw. etwa 13 Kilometer südwestlich von Castelnaudary. Der Kantonshauptort Salles-sur-l’Hers befindet sich etwa sieben Kilometer nordwestlich.

## Bevölkerungsentwicklung
| Jahr      | 1962 | 1968 | 1975 | 1982 | 1990 | 1999 | 2006 | 2016 |
| Einwohner | 241  | 206  | 192  | 184  | 158  | 177  | 157  | 199  |

Im 19. Jahrhundert hatte der Ort zeitweise knapp 600 Einwohner. Die Mechanisierung der Landwirtschaft und der damit verbundene Verlust von Arbeitsplätzen führte seitdem zu einem deutlichen Rückgang der Einwohnerzahl.

## Wirtschaft
Die Umgebung des Ortes ist immer noch geprägt von der Landwirtschaft, die sich im ausgehenden Mittelalter und der frühen Neuzeit hauptsächlich auf den Anbau von Färberwaid (pastel) konzentrierte. Der Import von Indigo führte ab dem 18. Jahrhundert zu einem allmählichen wirtschaftlichen Niedergang und die Bauern wandten sich wieder der ‚normalen‘ Landwirtschaft zu. Im ausgehenden 20. Jahrhundert ist der Tourismus in Form der Vermietung von Ferienwohnungen (gîtes) als Wirtschaftsfaktor hinzugekommen.

## Geschichte
Im Jahre 1119 wird der Ort erstmals urkundlich unter dem Namen Pairano erwähnt; 1272 stand er unter der Verwaltung von Laurac, wenige Jahre später unter der von Mas-Saintes-Puelles. Während die Albigenserkreuzzüge den Ort anscheinend verschonten, geriet er in den ebenfalls religiös motivierten Auseinandersetzungen des 16. Jahrhunderts (Hugenottenkriege) zwischen die Fronten: Im Jahre 1568 wurde er von den Protestanten übernommen, zwei Jahre später von den Soldaten Colignys überrannt. Im Jahre 1580 verwüsteten katholische Truppen den Ort.

## Sehenswürdigkeiten

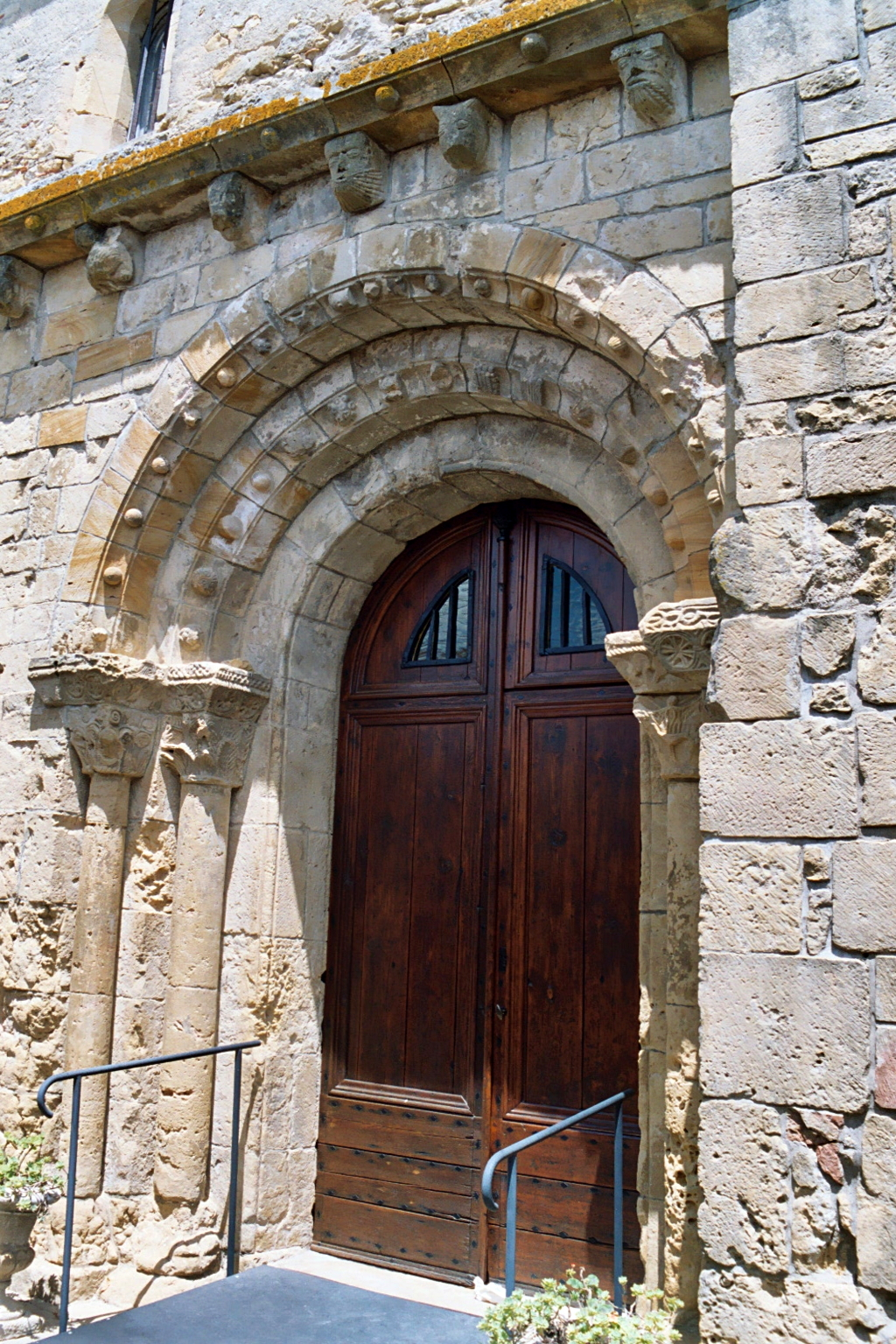
Portal der Kirche

- Die kleine romanische Pfarrkirche von Payra mit ihrem später hinzugefügten und von seitlichen Türmchen begleiteten Glockengiebel ist gänzlich aus Naturstein errichtet. Interessantester Bauteil ist das Archivoltenportal auf der Südseite, dessen perfekt gearbeitete Bögen mit Kugeln, Muscheln etc. geschmückt sind. Die vier seitlichen Kapitelle zeigen – leider nur schlecht erhaltene – vegetabilische Motive. Die Portalzone schließt nach oben ab mit einem Konsolenfries mit tierischen und menschenähnlichen Köpfen, die sowohl dekorativ wie unheilabwehrend (apotropäisch) verstanden werden können. Das Portal wurde bereits 1932 als Monument historique anerkannt; der gesamte Kirchenbau folgte im Jahr 1988[1].
- Unterhalb der Kirche befindet sich ein Waschhaus (lavoir) aus dem 19. Jahrhundert, das auch als Viehtränke (abreuvoir) genutzt wurde.